# Art Brut
För konsttermen, se Art brut
Art Brut är ett brittiskt/tyskt indierockband bildad 2003 i Bournemouth i England och baserad i Berlin i Tyskland. Deras debutalbum, Bang Bang Rock and Roll, släpptes 30 maj 2005 och uppföljaren It's a Bit Complicated i juni 2007.

## Medlemmar
Nuvarande medlemmar
- Eddie Argos – sång (2003– )
- Ian Catskilkin – gitarr (2003– )
- Freddy Feedback – basgitarr (2003– )
- Toby MacFarlaine – gitarr (2013– )
- Charlie Layton – trummor (2014– )

Tidigare medlemmar
- Chris Chinchilla – gitarr (2003–2005)
- Jasper "Jeff" Future – gitarr (2005–2013)
- Mikey Breyer – trummor (2003–2013)
- Stephen Gilchrist – trummor (2013–2014)

## Diskografi
Studioalbum
- Bang Bang Rock and Roll (Maj 2005)
- It's A Bit Complicated (Juni 2007)
- Talking To The Kids (2007)
- Art Brut Vs. Satan (2009)
- Brilliant! Tragic! (2011)

Livealbum
- Art Brut Live At Schubas 11/15/2005 (2005)

Samlingsalbum
- Art Brut Top of the Pops (2013)

Singlar (med placering på UK Singles Chart)
- "Formed a Band" (Mars 2004) (#52)
- "Modern Art / My Little Brother" (December 2004) (#49)
- "Emily Kane" (Maj 2005) (#41)
- "Good Weekend" (September 2005) (#56) (Finns med i filmen, I Want Candy från 2007)
- "Nag Nag Nag Nag" (20 november 2006)
- "Direct Hit" (Maj 2007)